# Nikolai Wassiljewitsch Fjodorow

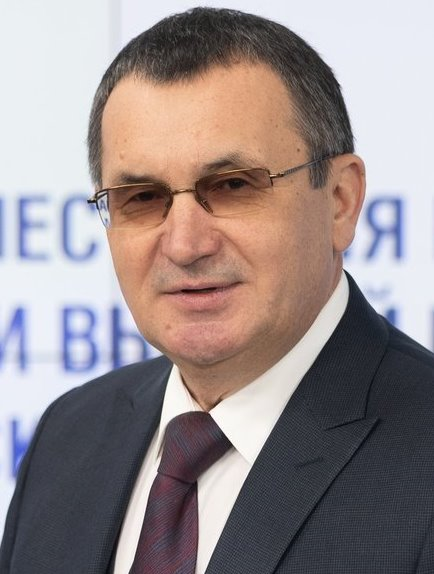
Nikolai Fjodorow (2018)

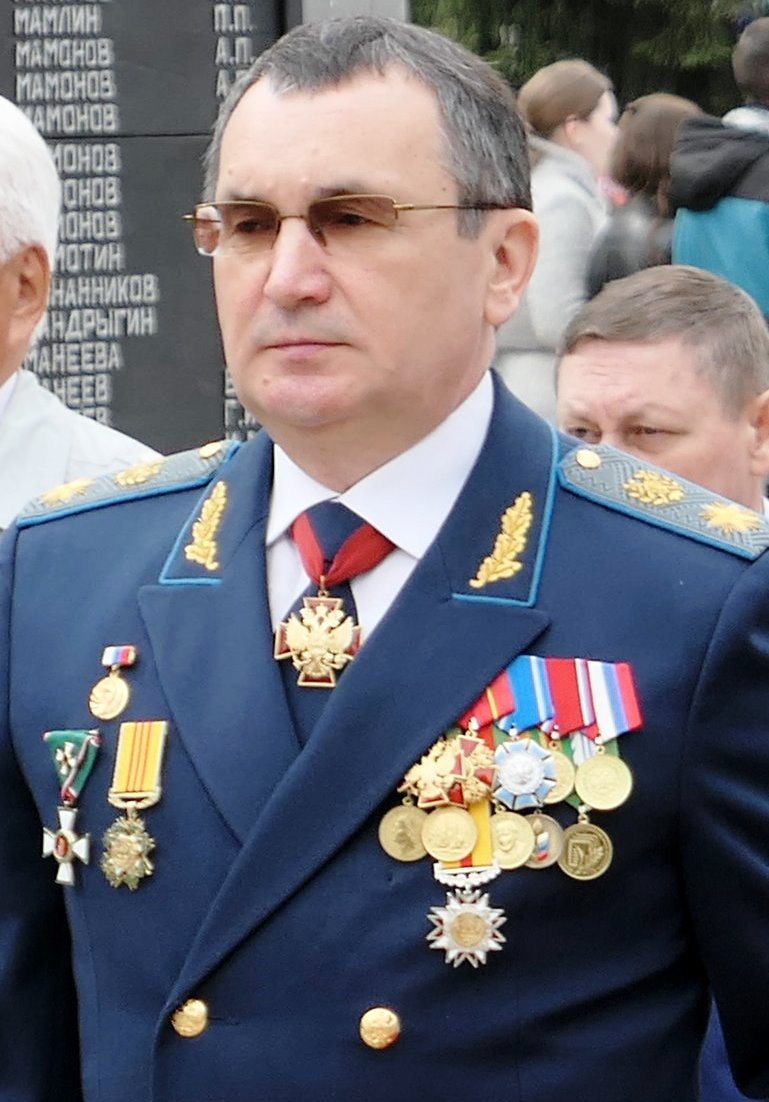
Nikolai Fjodorow (Mai 2018)

Nikolai Wassiljewitsch Fjodorow (tschuwaschisch und russisch Николай Васильевич Фёдоров; * 9. Mai 1958 in Tschodino, Rajon Mariinski Possad, Tschuwaschische ASSR) ist ein russischer Politiker tschuwaschischer Abstammung, ehemaliger Präsident der Republik Tschuwaschien (1993–2010) und Landwirtschaftsminister Russlands (2012–2015). Vom 22. April bis 28. September 2015 war Fjodorow Berater von Präsident Wladimir Putin für Agrarfragen. Seit September 2015 vertritt er Tschuwaschien im Föderationsrat und wird nach Informationen der Zeitung Iswestija dessen erster stellvertretender Vorsitzender werden.

## Biografie

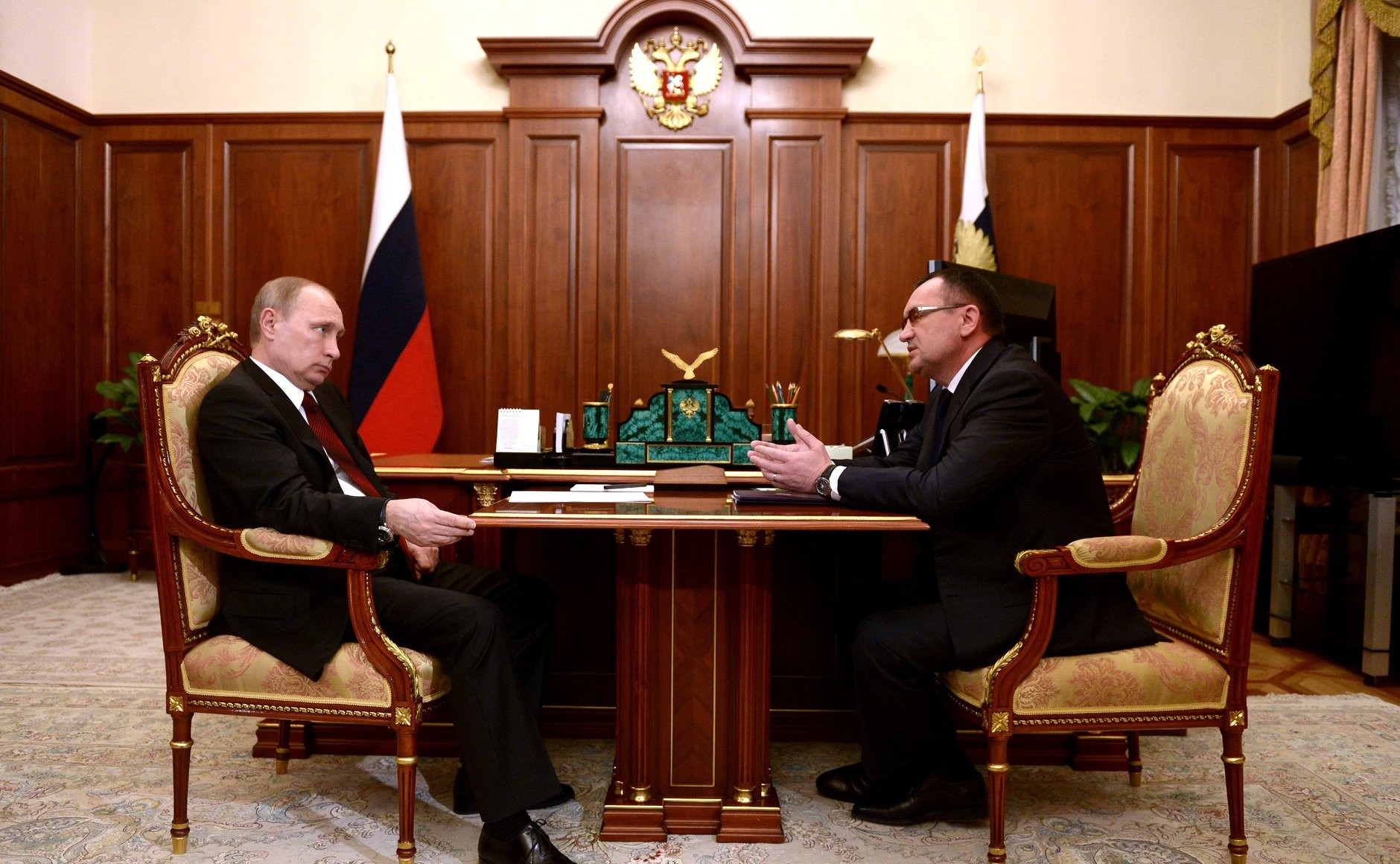
Nikolai Fjodorow in einer Besprechung mit dem russischen Präsidenten Wladimir Putin (März 2015)

Nikolai Fjodorow studierte Jura an der Staatlichen Universität Kasan und lehrte anschließend an der Tschuwaschischen Staatlichen Universität in Tscheboksary. 1990 wurde er in die Regierung der RSFSR berufen und wurde Justizminister der Republik. Er behielt diesen Posten auch nach dem Zerfall der Sowjetunion. Im März 1993 trat er von seinem Amt zurück. Im Dezember 1993 wurde er zum ersten Präsidenten der Republik Tschuwaschien gewählt und am 21. Januar 1994 vereidigt. 1997 und 2001 wurde er wiedergewählt, wobei die Wahl 2001 umstritten ist. Nach der Auszählung tauchten Vorwürfe auf, das Ergebnis sei zugunsten Fjodorows gefälscht worden, um dessen knappen Sieg zu sichern. 2005, nach der Abschaffung der Direktwahl der Oberhäupter der Föderationssubjekte in Russland wurde er vom Staatspräsidenten Wladimir Putin erneut zum Republikpräsidenten ernannt. Nach Ablauf seiner vierten Amtszeit im Jahre 2010 wurde Fjodorow von Michail Ignatjew abgelöst.
Von Januar 2011 bis Mai 2012 war Nikolai Fjodorow offizieller Botschafter Russlands beim Europarat. Darüber hinaus war er von Mai bis November 2011 Ratsvorsitzender des "Instituts für sozial-ökonomische und wirtschaftliche Forschung".
Im Mai 2012 berief ihn der neue russische Ministerpräsident Dmitri Medwedew wieder in die Regierung – nun als Landwirtschaftsminister. Fjodorow gehört der Partei Einiges Russland an.
Im April 2015 entließ Putin den Landwirtschaftsminister wegen steigender Preise, auch weil er die Aufgabe gehabt hätte, die russischen Einfuhr-Sanktionen gegen den Westen in einen Vorteil für die russische Landwirtschaft zu verwandeln.
Fjodorow wurde unter anderem mit dem Verdienstorden für das Vaterland 4. und 3. Klasse ausgezeichnet.

## Privates
Nikolai Fjodorow stammt aus einer kinderreichen, ethnisch tschuwaschischen Familie. Sein Vater war Teilnehmer des Großen Vaterländischen Krieges. Anfang der 1960er Jahre zog die Familie aus dem Dorf Tschodino nach Tscheboksary, die Hauptstadt der Tschuwaschischen ASSR. Die Familie lebte in Tscheboksary neben einer riesigen Fabrik, die Chemiewaffen herstellte. Die drückende, industrielle Atmosphäre prägte die Kindheit des jungen Nikolai Fjodorow.
Seit 1983 ist Nikolai Fjodorow mit Swetlana Jurjewna Fjodorowa verheiratet, die er in der Neujahrsnacht 1979 kennenlernte. Seine Frau ist Russin stammt gebürtig aus Kostroma. Mit ihr hat er einen Sohn Wassili (* 1985) und eine Tochter Karina (* 1990).
Fjodorow gehört dem Gesellschaftsclub Rotary International an. Neben seinen Muttersprachen Russisch und Tschuwaschisch spricht Nikolai Fjodorow auch fließend Deutsch, da er in Deutschland mehrere Vorlesungen und Gastvorträge hielt, sowie ein wenig Englisch, Französisch und Türkisch. In seiner Freizeit beschäftigt sich Fjodorow mit Karate, Schwimmen, Ski und Schach.
Nikolai Fjodorow ist praktizierender russisch-orthodoxer Christ. Er hat von der Kirche den Orden des Sergius von Radonesch I. Klasse verliehen bekommen.

## Interessante Fakten
- Nikolai Fjodorow ist in der Internetgemeinde populär geworden, nachdem ein Video von ihm erschienen ist, auf dem er sehr energisch zu einem tschuwaschischen Volkslied tanzt.[5]
- Fjodorow galt als Präsident der Republik Tschuwaschien als sehr volksnah und war in der Bevölkerung sehr beliebt. So kam es vor, dass er völlig ohne Leibwächter auf den Basar von Tscheboksary ging, um für das Osteressen einzukaufen und mit den dortigen Menschen zu sprechen. Wenn Fjodorow an der Uljanow-Universität in Tscheboksary als Gastdozent Vorlesungen hielt, wurden diese stets von stürmischem Applaus der Studenten begleitet.